# 安柄根
安 柄根（アン・ビョングン、韓: 안병근、1962年2月23日 - ）は、韓国の柔道家。身長172 cm。
大邱出身。引退後は龍仁大学校教授。

## 経歴
1984年のロサンゼルスオリンピック71 kg級で優勝した。地元で開催された世界選手権と1986年アジア大会でも優勝を飾っている。しかし2度目のオリンピックとなった地元開催の1988年ソウルオリンピックでは1つ階級を上げて78 kg級で出場したが、20位タイと振るわなかった。

## 不正行為の容疑を受けて
2015年には韓国の警察庁知能犯罪捜査隊が、全国体育大会への不正な選手派遣や公金横領、八百長などの数々の不正行為を働いた疑いで韓国柔道界の関係者40名ほどを在宅で立件することになった。その中でも、特に悪質なケースとして龍仁大学校の教授を務める安の名が挙がっている。それによれば、安は2012年から2014年にかけて済州道とは何の関係もない配下の選手18名を済州道代表に仕立て上げて全国体育大会に派遣した見返りとして、済州道体育会と済州道柔道会から1億1000万ウォン（約1230万円）の謝礼を受け取ったという。2014年の大会では78 kg級の某選手に対して、決勝でわざと負けるように八百長の指示を出したとも指摘されている。なお、全国各地の体育会が2009年から2014年まで龍仁大学校の選手132名に支給した1億600万ウォン（約1180万円）の強化費の横領及び、大学の法人用クレジットカードを悪用して1億9300万ウォン（約2150万円）を横領した容疑でも取調べの対象となった。加えて、安は公金横領や八百長疑惑で立件されながらも、2015年7月に光州で開催されたユニバーシアードの大会初日にジュリーや主審を務めた。それが報じられると、大会組織委員会が安を審判から外す事態となった。この件に関して、大韓柔道会は「事件が明るみに出る前にIJFの推薦を受けて、FISUが安を審判に割り当てたので出場したと見られる」、また組織委員会の関係者は「認知していなかった」とそれぞれ弁明した。
一方で、大韓柔道会の会長を務めていたナム・ジュンヒョン会長が2015年6月に辞任した。ナム会長は、2014年9月に仁川で開催されたアジア大会において、入館証を持たない知人3名を柔道会場に入れようとして警備関係者と揉み合いになった際に、「ここでは俺が王だ。柔道会の会長は試合を中断させることだってできる」と喚き出すと、駆けつけた警官らにもさらなる暴言を吐いて侮辱容疑で告訴された。さらに2015年6月には「全国実業柔道最強戦」後の夕食会で中高柔道連盟会長のAに対して『ひざまずけ』と強要するも、拒否されたことに立腹してAに暴行を加えたことで告訴されていた。

## 主な戦績
- 1980年 - 環太平洋柔道選手権大会　3位
- 1984年 - ロサンゼルスオリンピック　優勝
- 1985年 - フランス国際　3位
- 1985年 - 大陸別対抗戦　団体戦　2位
- 1985年 - 世界選手権　優勝
- 1986年 - フランス国際　3位
- 1986年 - アジア大会　優勝